# Trichocerca pygocera
Trichocerca pygocera är en hjuldjursart som först beskrevs av Wiszniewski 1932.  Trichocerca pygocera ingår i släktet Trichocerca och familjen Trichocercidae. Inga underarter finns listade i Catalogue of Life.